# Fosterella vasquezii
Fosterella vasquezii là một loài thực vật có hoa trong họ Bromeliaceae. Loài này được E.Gross & Ibisch mô tả khoa học đầu tiên năm 1997.